# Ida Bjørndalen
Pour les articles homonymes, voir Bjørndalen.
Ida Bjørndalen Karlsson, née le 6 mai 1983 à Sarpsborg est une handballeuse internationale norvégienne évoluant au poste d'arrière droite.

## Biographie
Elle joue occasionnellement avec l'équipe de Norvège, avec laquelle elle a remporté une médaille d'argent au Championnat d'Europe en 2012. Elle a également remporté la Ligue des champions en 2009 avec Viborg HK.
Elle met un terme à sa carrière à l'issue de la saison 2017-2018.

## Palmarès

### Sélection nationale
- vainqueur du championnat d'Europe 2014,  Hongrie &  Croatie
- finaliste du championnat d'Europe 2012,  Serbie[6]

### En club
compétitions internationales
- vainqueur de la Ligue des champions en 2009 (avec Viborg HK)
- finaliste de la coupe d'Europe des vainqueurs de coupe en 2010 (avec KIF Vejen)

compétitions nationales
- championne de Norvège en 2006 et 2007 (avec Larvik HK)
- championne du Danemark en 2008 et 2009 (avec Viborg HK) et 2016 (avec Team Esbjerg)
- vainqueur de la coupe du Danemark en 2008 (avec Viborg HK) et 2018 (avec Team Esbjerg)

### Distinctions individuelles
- élue meilleure arrière droite du championnat du Danemark en 2012[7] et 2014[8]